# 血管新生
血管新生，又称为血管生成或血管发生，是指在原先存在的血管的基础上生出新的血管的生理学过程。血管新生主要是通过是既有血管的出芽与分裂完成的，但一些情况下血管新生也可以通过合併性血管新生、血管的延长，以及血管增选（vessel cooption）完成。
血管新生在伤口愈合、肉芽组织形成等过程中扮演重要作用。另外，血管新生也是肿瘤细胞的由良性转为恶性的恶性转化过程中必不可少的一环。血管新生在历史上是于1794年在苏格兰解剖学者约翰·亨特的遗作中首次得到报导的，而美国学者犹大·福克曼则于1971年首先阐释了血管新生在肿瘤发生过程中的作用，开创了现代血管新生研究的先河。
血管建成与血管新生是两个相近的概念，有时两个概念会被混为一谈。但严格来说，血管建成是指胚胎发育等过程中借由中胚层内皮细胞分化从头生成血管网的过程，而血管新生则特指血管建成后在原先存在的血管上形成新血管的过程。

## 历史

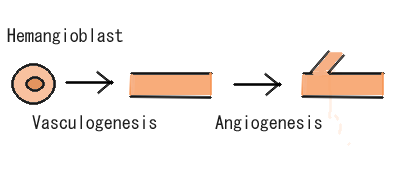
血管建成（Vasculogenesis）与血管新生（Angiogenesis）名词辨析。血管建成是指从头形成新的血管，而血管新生则是在现有血管的基础上生出新的血管

血管新生在1794年出版的苏格兰解剖学者约翰·亨特遗作中首次得到阐释。这本书描述了兔子耳内的新血管形成。不过，亨特在这本书中并没有使用现在常用的“血管新生”一词来描述这一过程。此外，他也错误地认为新血管形成是由「血液中存在的一种固有生命法则」驱动的。现在常用的“血管新生”一词据信大约出现于1900年前后。
1971年，美国犹太裔学者犹大·福克曼阐释了血管新生在肿瘤发生过程中的作用，开创了现代血管新生研究的先河。

## 类型

### 芽生性血管新生
芽生性血管新生（Sprouting angiogenesis），又称为出芽性血管新生，是最早发现的血管生成形式，也因此人们对芽生性血管新生的了解是最深入的。芽生性血管新生可分为已得到深入研究的的三个阶段。首先，缺乏血管的组织会出现低氧状态，进而释放出血管内皮生长因子A（VEGF-A）等信号分子。VEGF-A的角色在其中尤为关键，如果缺少VEGF-A的分泌，那么后续的血管新生过程就不会发生。其后，分泌的VEGF-A等信号分子会激活已有的血管内皮细胞上的受体，使血管内皮细胞激活。这些被激活的血管内皮细胞也称为尖端细胞（tip cells），能释放可降解基底膜的蛋白酶，使内皮细胞能够从原有（母体）血管壁脱离。尖端细胞增殖较慢、具有较多丝状伪足，起到引导血管新生方向的作用。最后，自原有血管脱离的内皮细胞在周围基质中增殖，并形成连接相邻血管的实体芽（solid sprout）。位于尖端细胞后方的细胞会不断增殖，使新生的毛细血管芽不断增长。这些细胞又称为柄细胞（stalk cells）。柄细胞增殖较快，主要负责形成新生血管的分支网络。决定血管内皮细胞成为尖端细胞还是柄细胞的主要细胞所处微环境中VEGF、JAG-1等不同信号分子之间的相对水平。

### 内折性血管新生
内折性血管新生（Intussusceptive angiogenesis）是指将现有血管分裂为两部分形成新的血管的过程。内折性血管新生最初是在新生大鼠中观察到的。在这种类型的血管新生中，毛细血管壁延伸到管腔内，将单一血管分裂为二。内襯性血管生成有四个阶段。首先，两面相对的毛细血管壁建立起接触区。其次，内皮细胞连接重组，并在管腔内形成穿孔，以便生长因子和细胞渗入管腔。之后，一个充满外被细胞和肌成纤维细胞的核心会在管壁的接触区域形成。这些核心中的细胞会产生胶原纤维，为血管腔的生长提供细胞外基质。最后，核心被填满，但基本结构不发生改变。内折性血管新生是透过现有细胞的重新组织完成的。它使得毛细血管的数量大幅增加，而内皮细胞的数量并不相应增加。这在胚胎发育中尤为重要，因为生物体往往没有足够的资源在每次形成新血管时创造丰富的微血管结构。

### 合併性血管新生
合併性血管新生（Coalescent angiogenesis）与内折性血管新生过程正好相反，是经由毛细血管融合形成更大的血管，从而增加血流、加速循环循环的过程。合併性血管再生与内折性血管新生在分子机制上有许多类似之处，但内折性血管新生中，两条新生血管之间的组织是逐渐增加而在合併性血管新生中，两条血管之间的组织是逐步减少的。对合併性血管新生已经扩展到胚胎学的领域之外的学科。例如，一些研究就发现合併性血管新生在肿瘤组织的增长等过程中有重要的作用。

## 血管新生与肿瘤的关系
恶性肿瘤由迅速增殖和生长的癌细胞组成。然而，肿瘤需要专门的血液供应，以提供其所需的氧气和其他必要营养物质，以满足其生长所需。因此，肿瘤会分泌生长因子等信号蛋白诱导血管新生。bFGF和VEGF等生长因子可以诱导毛细血管通过血管新生延伸至肿瘤细胞中，不过与正常血管不同，肿瘤组织引导的新生血管形状一般是不规则的，这也与较差的预后相关。一部分研究人员认为这些毛细血管会为肿瘤组织提供其扩增所需的营养物质。但一部分临床医生持不同观点，认为新生的血管实际上是供肿瘤组织排泄废物的通道，能带走快速增殖癌细胞内各种生物化学过程产生的终产物。不过，无论哪种理论反映真实情况，血管新生是肿瘤从一个小的无害细胞簇向大型肿瘤转变的必要步骤。肿瘤扩散或远端转移也离不开血管新生。现有证据表明，实体瘤中的肿瘤细胞与血管内皮细胞的排列错综复杂，使得从实体瘤中脱落的癌细胞很容易进入血管并被运送到远处，侵入健康的组织、形成转移瘤。
内皮细胞长期以来被认为比癌细胞遗传稳定性更高。这种基因组的稳定性使得以内皮细胞作为治疗靶点的抗血管新生疗法相对于针对癌细胞的化疗而言具有优势，因为癌细胞往往会迅速突变并获得对治疗药物的耐药性。

## 研究方法
血管再生的研究主要主要分为使用体内模型研究与体外模型进行研究两大类。体外模型主要是透过体外培养的内皮细胞对血管再生的部分过程进行研究，例如内皮细胞如何发生迁移、如何增殖，如何分泌蛋白酶水解细胞外机制，以及如何形成新的血管等等。使用胶原蛋白对内皮细胞进行三维细胞培养是研究内皮细胞在血管再生过程中的行为模式的重要手段。但体外模型的主要问题是体外培养的内皮细胞生物学性质会发生变化。此外，体外模型也无法反应生物体内真实的信号转导过程。使用体内模型一方面能更加全面的对血管再生过程进行研究。至于具体的检测手段，传统上对血管新生进行研究主要依赖对组织切片后进行染色。这样的方法主要问题在于染色过程可能存在选择性，以及切片往往只能呈现组织内少部分切面的情况。最近开发的一些三维结构重建的办法使研究人员得以对血管新生进行更加全面、精确的定量研究。